# Isla de Kotlin
Kotlin (o Kettle; en finlandés Retusaari) es una isla rusa, ubicada cerca de la cabeza del golfo de Finlandia, 30 km al oeste de San Petersburgo en el mar Báltico. La ciudad fortificada de Kronstadt se encuentra en la isla.

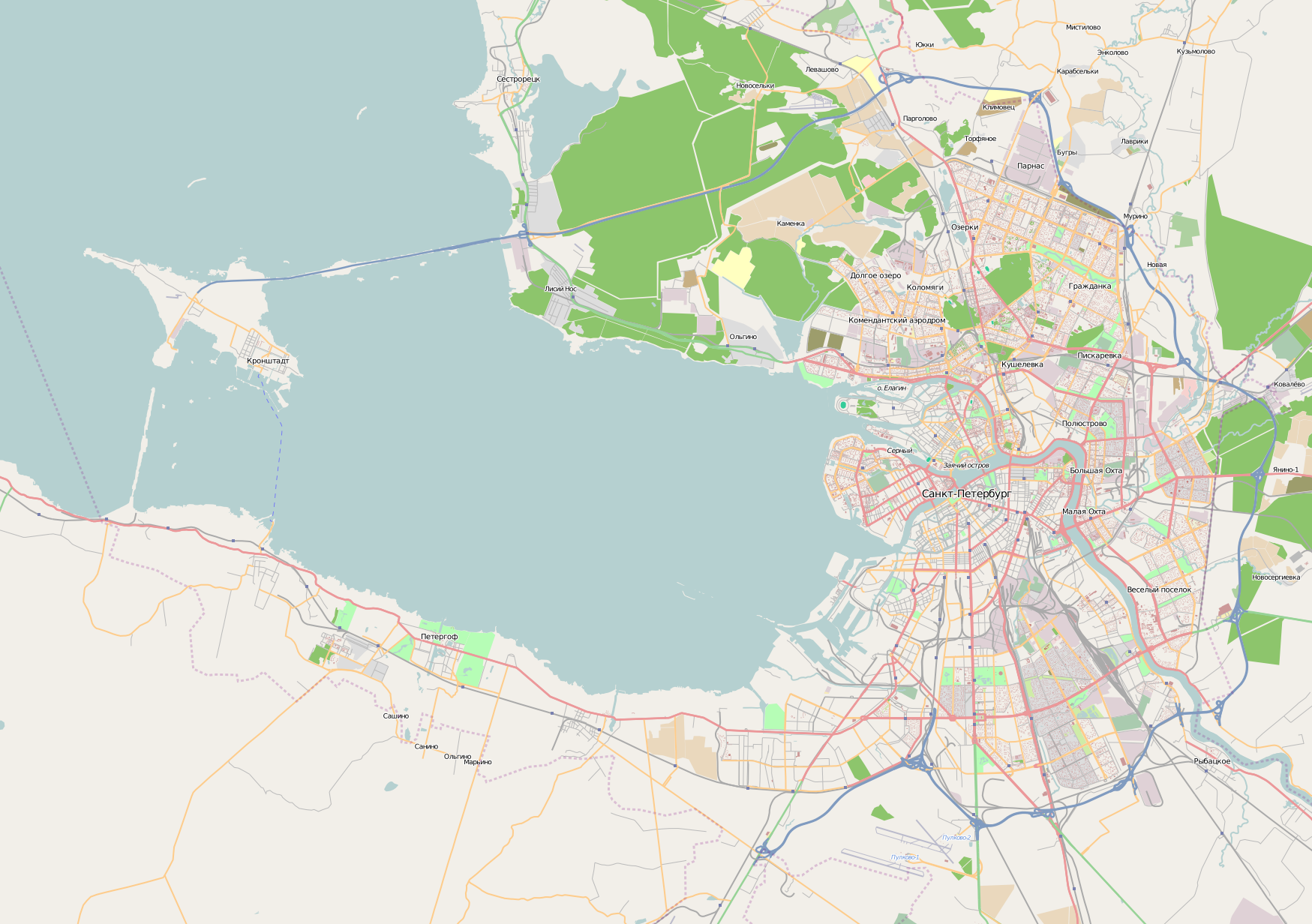
Kotlin está dibujada en la esquina superior izquierda

En líneas generales, la isla forma un triángulo alargado de 12 km de largo por alrededor de 1,6 de ancho, con su base hacia San Petersburgo. El extremo oriental, que es el más ancho, lo ocupa la ciudad de Kronstadt, y bancos de arena se extienden durante una milla y media desde el punto occidental de la isla hasta la roca sobre la que está construido el faro de Tolbaaken.
La isla divide así el acercamiento por vía marina a San Petersburgo en dos canales; el del lado septentrional está obstruido por bajíos que se extienden cruzándolo desde Kotlin hasta Lisiy Nos; el canal meridional, la vía principal a la anterior capital, está estrechado por un espetón que se proyecta desde el opuesto Lomonósov en el continente ruso, y, cerca de Kronstadt, ha sido históricamente guardado con fuerza por baterías. Los fuertes de la isla de Kotlin (código 540-003a) forman parte del lugar Patrimonio de la Humanidad llamado «Centro histórico de San Petersburgo y conjuntos monumentales anexos», distinguiéndose:
- 540-003a1 Reductos Dena
- 540-003a2 Fuerte Shanz
- 540-003a3 Fuerte Catalina
- 540-003a4 Fuerte Rift
- 540-003a5 Fuerte Constantin
- 540-003a6 Torre de señales en Tolbujin

La aproximación naval a San Petersburgo quedaba en gran medida facilitada por la construcción en 1875-1885 de un canal, de 23 pies de hondo, a través de aguas poco profundas, mientras que los coches pronto serán capaces de por tierra hasta la isla usando el dique de San Petersburgo desde las orillas norte y sur del golfo de Finlandia. Comenzado en 1980, se ha visto retrasado por los problemas políticos de los años 1990.

## Polución
El 15 de noviembre de 2000, se produjo una colisión entre dos barcos, una barca pesquera de 67 metros llamada Nortlandia y un carguero de 130 metros, con bandera panameña llamado E.W. McKinley, que vertió 3 toneladas de diésel en las aguas alrededor de la isla de Kotlin. El barco menor también naufragó como consecuencia del choque después de tener daños en el casco, y dos miembros de la tripulación requirieron tratamiento por hipotermia. La capa de combustible cubrió 11 kilómetros cuadrados de la bahía de Kronstadt. Cuando llegó la tarde, los buzos habían taponado el agujero para evitar fugas posteriores, y los esfuerzos para remediarlo, conteniendo y trasladando el vertido, estaban en proceso.